# Brotherella recurvans
Brotherella recurvans là một loài Rêu trong họ Sematophyllaceae. Loài này được (Michx.) M. Fleisch. mô tả khoa học đầu tiên năm 1914.